# Horatio Nelson
Horatio Nelson, 1. vikomt Nelson KB (Horatio Nelson, 1st Viscount Nelson of the Nile and Burnham Thorpe, 1st Baron Nelson of the Nile and of Hillborough, Duca di Bronté) (29. září 1758 Burnham Thorpe – 21. října 1805 u mysu Trafalgar, Španělsko) byl britský námořní vojevůdce, je považován za národního hrdinu. Jako důstojník Royal Navy vynikl ve válkách proti Francii, nakonec dosáhl hodnosti viceadmirála (1801) a stal se i členem Sněmovny lordů. Vítězstvím v bitvě u Abukiru v roce 1798 získal Velké Británii námořní převahu ve Středozemním moři, kde se pak stal vrchním velitelem. V roce 1805 potvrdil nadvládu Británie na moři vítězstvím v bitvě u Trafalgaru, kde porazil spojené francouzsko-španělské loďstvo. Sám byl ale v bitvě zabit, když ho na palubě řadové lodě HMS Victory zasáhla kulka vypálená z francouzské lodě Redoutable.

## Mládí

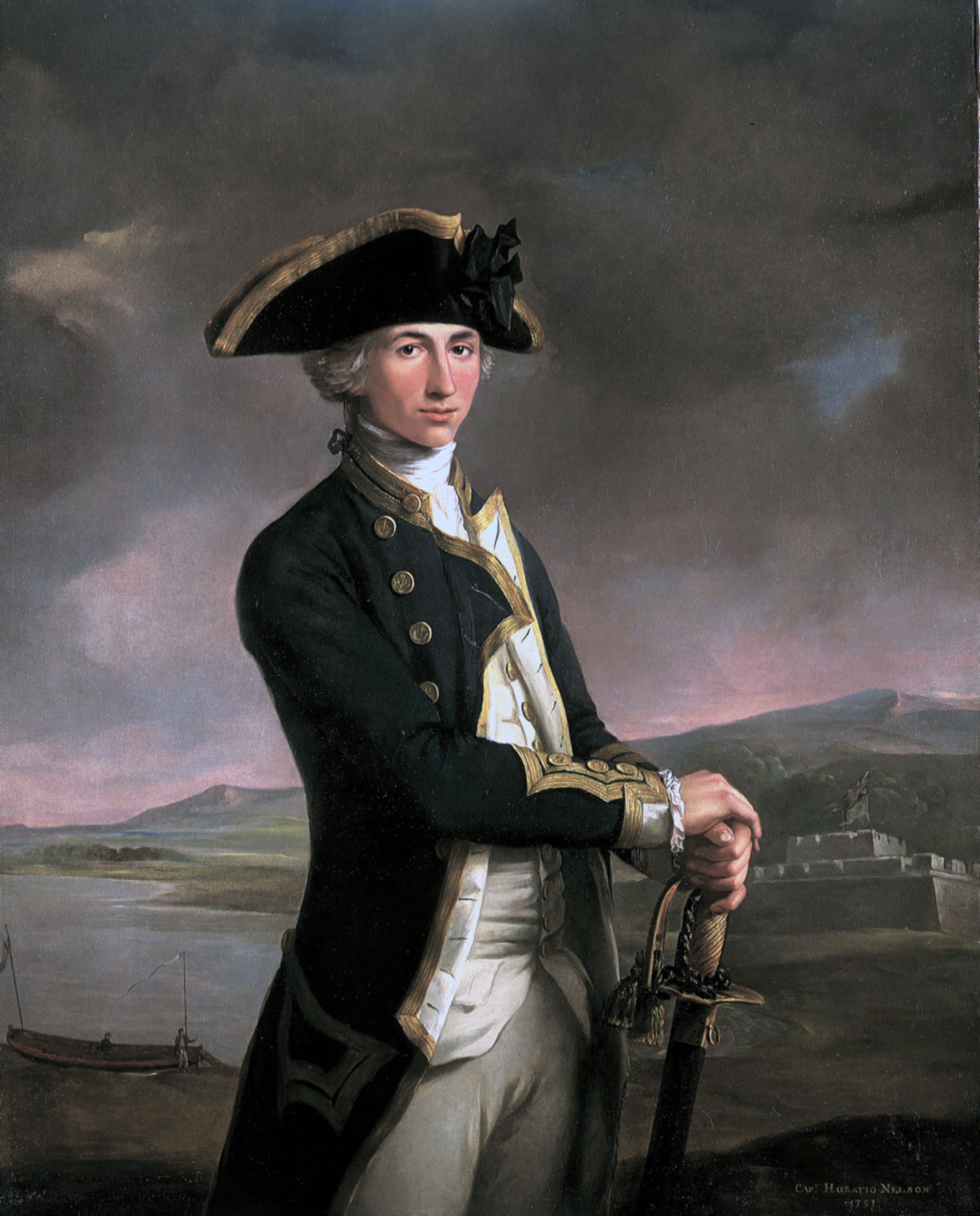
Horatio Nelson jako kapitán (1781, Národní námořní muzeum v Greenwichi)

Nelson se narodil 29. září 1758 v Burnham Thorpe v Norfolku na jihu Anglie jako pátý syn reverenda Edmunda Nelsona (1722–1802), duchovního anglikánské církve. Měl sedm sourozenců, matka mu zemřela v devíti letech. Základní školu absolvoval v Norwichi, hned po ní se roku 1770, tj. ve dvanácti letech přihlásil k námořnictvu. Zpočátku sloužil na obchodních lodích, absolvoval cesty do Karibiku a Indie, v roce 1773 se zúčastnil polární expedice. Poté se zúčastnil války proti USA a díky svým schopnostem rychle postupoval v hodnostech (poručík 1777, komandér 1778) a již ve dvaceti letech dosáhl hodnosti kapitána (1779). Poté sloužil do roku 1787 v Karibiku.

## Válka s Francii
Když roku 1793 vypukla válka s revoluční Francií, velel lodi HMS Agamemnon pří úspěšném útoku na Korsiku, kde přišel o pravé oko. S admirálem Jervisem bojoval nad spojenou francouzsko-španělskou flotou ve vítězné bitvě u mysu sv. Vincenta a roku 1797 byl povýšen na kontradmirála, zároveň obdržel Řád lázně. Krátce poté se účastnil Bitvy u Santa Cruz de Tenerife, kde byl jeho útok odražen a Nelson po dělostřelbě v důsledku těžkých zranění přišel o pravou paži.
Dne 1. srpna 1798 zničil francouzské loďstvo v bitvě u Abukiru, za což byl jmenován baronem z Nilu (Baron Nelson of the Nile) a stal se členem Sněmovny lordů. Poté odplul do Neapole, kde vypuklo povstání. Nelson roku 1799 porazil Francouze, kteří se zmocnili města a dosadil zpět na trůn neapolského krále, který mu udělil vévodský titul (Duca di Bronté). Tehdy začala i jeho milostná aféra s lady Hamiltonovou, ženou britského vyslance v Neapoli. Nelson byl proto odvolán na Menorku, kam však nedorazil. Namísto toho se utkal s Francouzi o Maltu v roce 1800. 22. října 1801 byla v Amiensu podepsána dohoda o příměří.

## Balt
Po tomto vítězství se Nelson vrátil do Londýna, aby byl vzápětí vyslán na Balt, kde v roce 1801 porazil u Kodaně dánskou flotu. Byl povýšen na vikomta a dosáhl hodnosti viceadmirála. Protesty parlamentu vyvolala jeho milostná aféra s manželkou vyslance v Neapoli Emmou Hamiltonovou, s níž měl dceru Horatiu (1801–1881). Nelson vzdoroval se sebevědomím hrdiny. Zakoupil dům Merton Place na jihozápadním okraji Londýna, kde bydlel s Hamiltonovými až do smrti Williama Hamiltona v dubnu 1803. Poté byl jmenován vrchním velitelem ve Středomoří, kde po dva roky úspěšně blokoval francouzskou flotu v Toulonu, aby ji poté, co se vyprostila, úspěšně pronásledoval Atlantikem.

## Trafalgar
V roce 1805 tváří v tvář hrozbě Napoleonovy invaze do Anglie byl povolán, aby se postavil do čela britského válečného loďstva. 21. října 1805 v bitvě u Trafalgaru francouzsko-španělské loďstvo zničil, sám byl však v bitvě smrtelně zraněn. Osudný výstřel vyšel odněkud z lanoví francouzské lodě. Zasáhl Nelsona asi ve 13:15 hodin, právě když byl na velitelské palubě s kapitánem Thomasem Hardym. Kulka zasáhla epoletu na Nelsonově levém rameni a prošla do páteře. Nelson upadl na obličej na palubu, která byla ještě potřísněna krví jeho tajemníka. Těžce zraněný viceadmirál byl přenesen do kajuty v podpalubí. Svým kapesníkem si zakryl obličej a hodnostní označení, aby ho posádka nepoznala. Před svou smrtí se ještě dozvěděl, že bitva skončila vítězstvím jeho floty. Těsně předtím, než v 16:30 hodin zemřel, pronesl slavná slova: "Polib mě, Hardy." 
Svým vítězstvím zachránil Brity před invazí Napoleona a je dodnes ve Velké Británii uctíván jako národní hrdina.

## Pohřeb a úcta

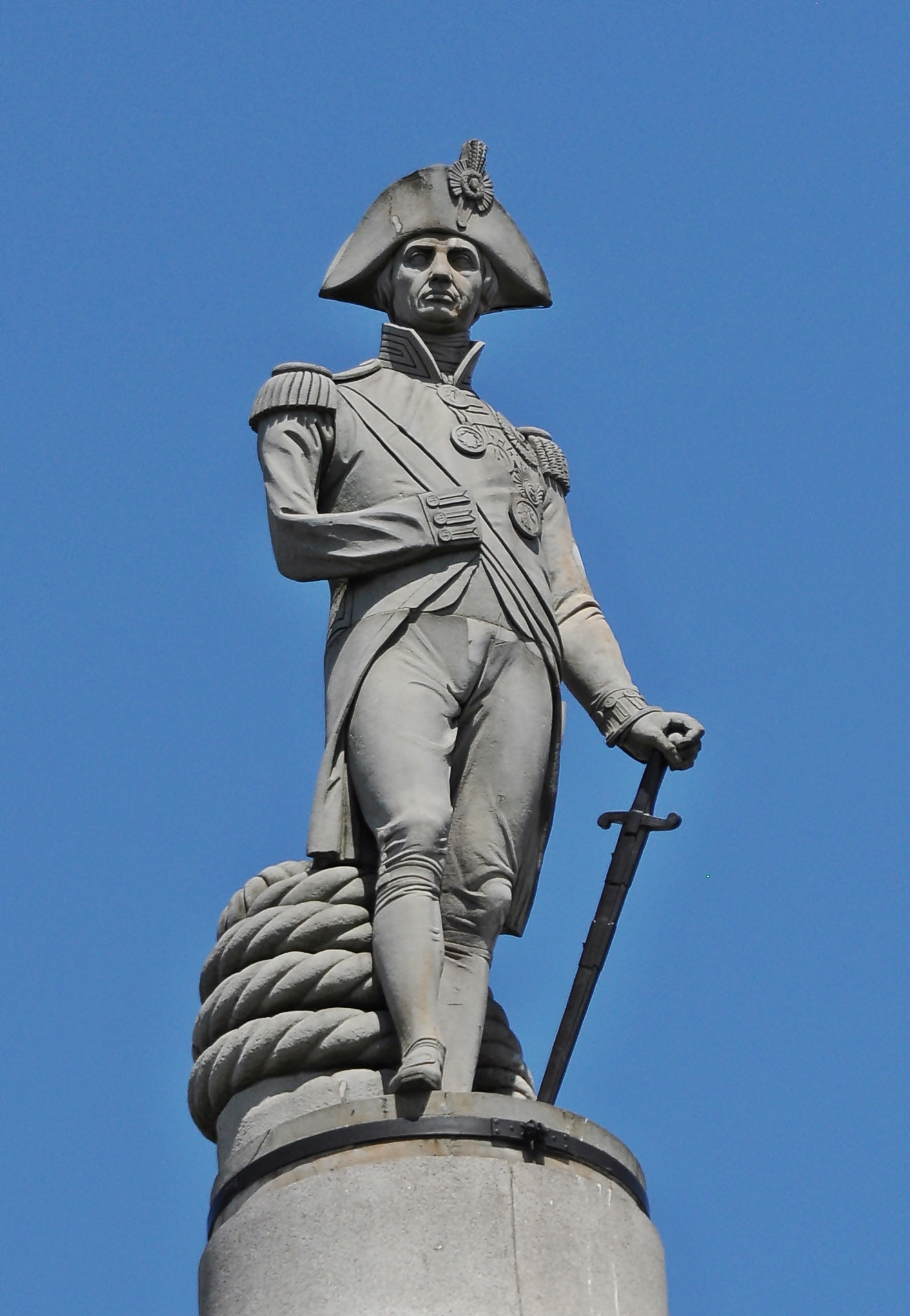
Socha admirála Nelsona na Trafalgarském náměstí

Tělo Horatia Nelsona bylo po smrti uloženo do sudu s brandy, aby vydrželo transport do vlasti. Po slavném dvoudenním vystavení a pohřbu byl Nelson uložen do sarkofágu s monumentální sochou stojícího vojevůdce v katedrále sv. Pavla v Londýně. Na počest bitvy bylo v Londýně upraveno a pojmenováno Trafalgarské náměstí a na něm vztyčen sloup se sochou admirála Nelsona.
Nelsonův starší bratr reverend William Nelson (1757–1835) byl měsíc po bitvě povýšen na hraběte z Trafalgaru (listopad 1805). Obdržel také finanční odměnu schválenou parlamentem ve výši 90 000 liber, za kterou zakoupil panství Standlynch Park v hrabství Wiltshire přejmenované pak na Trafalgar Park. Jeho potomstvo pak téměř 150 let pobíralo roční penzi ve výši 5 000 liber. Výplata odměny byla zastavena až v roce 1948 vládním výnosem. Současným představitelem rodu je Simon Nelson, 10. hrabě Nelson z Trafalgaru (*1971).